# Clementina Walkinshaw

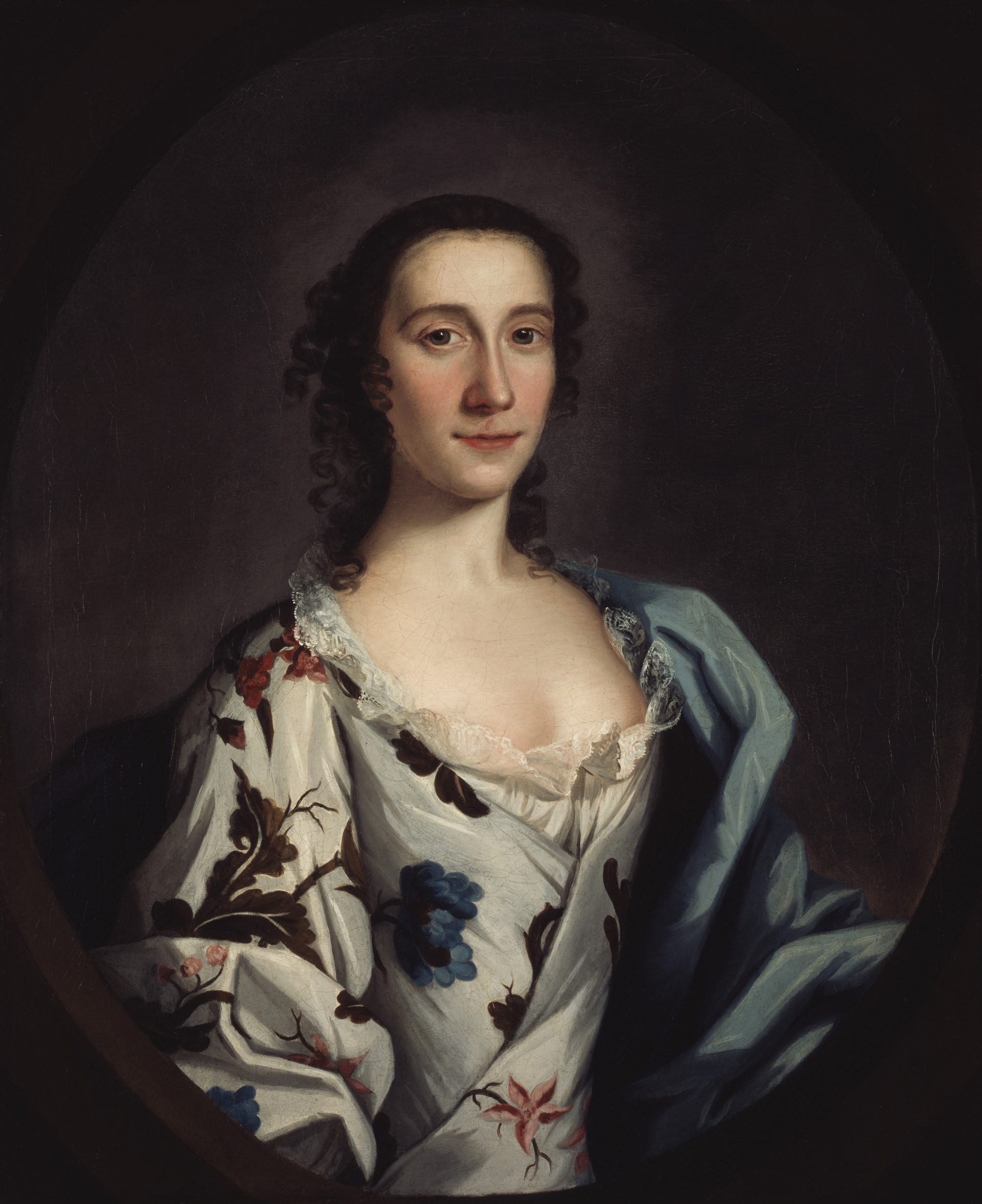
Clementina Walkinshaw (zwischen 1740 und 1745), unbekannter Künstler, Scottish National Gallery

Clementina Maria Sophia Walkinshaw (* um 1720 möglicherweise in Rom, Italien; † 27. November 1802 in Freiburg, Schweiz) war die Mätresse von Charles Edward Stuart, dem im Exil lebenden Thronprätendenten auf den Thron Großbritanniens, bekannt als Bonnie Prince Charlie.

## Biografie
Clementina war die jüngste von zehn Töchtern von John Walkinshaw of Barrowfield und seiner Frau Katherine Paterson, Tochter von Sir Hugh Paterson, 1. Baronet. Sie wuchs in Rom auf, möglicherweise war sie dort geboren, und daher kannte sie Charles möglicherweise schon in jungen Jahren; sie soll die Patentochter seiner Mutter Maria Clementina Sobieska gewesen sein. Die Walkinshaws waren Adlige aus Lanarkshire in Schottland, denen die Ländereien Barrowfield und Camlachie gehörten, und Clementinas Vater war ein wohlhabender Kaufmann in Glasgow. Er war jedoch ein überzeugter Jakobit, der im Aufstand von 1715 für James Francis Edward Stuart gekämpft hatte und in der Schlacht von Sheriffmuir in Gefangenschaft geraten war; er konnte aus Stirling Castle nach Europa fliehen. Clementina wurde auf dem Kontinent ausgebildet und konvertierte später zum römisch-katholischen Glauben. 1746 lebte sie im Haus ihres Onkels Sir Hugh Paterson in Bannockburn bei Stirling.

### Beziehung zu Prinz Charles Stuart
Nach seiner Niederlage in der Schlacht bei Culloden im April 1746 floh Charles aus Schottland nach Frankreich. Im Jahr 1752 hörte er, dass Clementina, die er bereits bei ihrem Onkel getroffen hatte, in Dünkirchen war und sich in finanziellen Schwierigkeiten befand. Deshalb sandte er ihr 50 Louisdor und ließ sie zu sich nach Gent kommen, damit sie als seine Geliebte bei ihm bliebe. Im November 1752 lebte Clementina bei Charles und sollte für die folgenden acht Jahre seine Mätresse bleiben. Das Paar zog nach Lüttich, wo Charlotte, ihr einziges Kind, am 29. Oktober 1753 geboren und in der Kirche Sainte Marie-des-Fonts römisch-katholisch getauft wurde. Einige zeitgenössische Berichte erwähnen die Geburt eines kleinen Jungen, der jedoch starb.
Die Beziehung zwischen dem Prinzen und Clementina war katastrophal. Charles war bereits zu Beginn ihres Zusammenlebens ein desillusionierter, wütender Alkoholiker, und er wurde gegenüber Clementina häufig gewalttätig. Er war oft unterwegs und sprach selten von seiner Tochter, und wenn, dann nur als „Ihr Kind“ („ye cheild“). 1760 waren sie in Basel und Clementina hatte genug von seiner Trinkerei und ihrem nomadischen Lebensstil. Sie kontaktierte Charles’ streng römisch-katholischen Vater James Stuart („der alte Prätendent“) und äußerte den Wunsch, Charlotte eine katholische Ausbildung zu ermöglichen und sich selbst in ein Kloster zurückzuziehen. James stimmte zu, ihr eine Rente von 10.000 Livre zu zahlen, und es gibt Hinweise darauf, dass er ihr im Juli 1760 bei der Flucht vor Charles half, wonach sie mit der siebenjährigen Charlotte in das Kloster der Nonnen der Heimsuchung in Paris ging. Sie hinterließ Charles einen Brief, in dem sie ihre Treue zu ihm zum Ausdruck brachte, sich aber darüber beschwerte, dass sie aus Angst um ihr Leben fliehen musste.

### Leben mit ihrer Tochter
Clementina und Charlotte lebten die nächsten zwölf Jahre weiterhin in verschiedenen französischen Klöstern, unterstützt durch die von James Stuart gewährte Rente von 10.000 Livre. Charles vergab Clementina nie, dass sie ihm „ye cheild“ vorenthalten hatte, und weigerte sich hartnäckig, irgendetwas zu ihrer Unterstützung zu bezahlen. Am 1. Januar 1766 starb James, aber Charles, der sich nun de jure als Karl III. von Schottland, England und Irland betrachtete, weigerte sich immer noch, für die beiden Vorkehrungen zu treffen. Clementina, die sich nun als Gräfin von Albestroff bezeichnete, sah sich gezwungen, sich an seinen Bruder Kardinal Henry Stuart zu wenden und diesen um Unterstützung zu bitten. Henry gewährte ihnen eine Unterhaltszahlung von 5.000 Livres, erpresste jedoch im Gegenzug eine Erklärung von Clementina, dass sie nie mit Charles verheiratet gewesen sei – eine Aussage, die sie später zu widerrufen versuchte. Diese geringeren Einkünfte zwangen sie dazu, eine günstigere Unterkunft im Kloster Notre Dame in Meaux-en-Brie zu finden.
Gegen Ende des Jahres 1772 trafen Clementina und Charlotte unerwartet in Rom ein, um ihre verzweifelte Sache persönlich voranzutreiben. Die Reise hatte Clementina weiter in die Schuldenfalle getrieben. Der Prinz reagierte wütend auf ihre Ankunft, weigerte sich, sie überhaupt zu sehen, und zwang sie, hilflos nach Frankreich zurückzukehren, von wo aus Charlotte weiter flehende Bittbriefe schrieb.

### Spätere Jahre
Im Jahr 1783 wurde Charlotte, Clementinas Tochter, endlich legitimiert und durfte ihren Vater besuchen. Charlotte, die Geld für sich und Clementina brauchte, ließ sich als Hausverwalterin bei ihrem Vater in Florenz nieder. Charlotte hatte inzwischen drei Kinder aus ihrer Beziehung zu Ferdinand Maximilien Mériadec de Rohan-Guéméné; sie überließ Clementina die Betreuung der Kinder, während sie selbst in Florenz war.
Am 17. November 1789 starb Charlotte im Alter von 36 Jahren, knapp zwei Jahre nach ihrem Vater, in Bologna an Leberkrebs. In Charlottes Testament, das drei Tage vor ihrem Tod verfasst wurde, stand, dass Clementina 50.000 Livres und eine Rente von 15.000 hinterlassen würden.
Clementina Walkinshaw kümmerte sich um ihre drei Enkelkinder und lebte bis 1802. In ihren späteren Jahren ließ sie sich in der Schweiz nieder und erzog ihren Enkel Roehenstart im reformierten Glauben. Während der Französischen Revolution finanzierte sein Vater seine Ausbildung in Deutschland. Bei ihrem Tod in Freiburg (Schweiz) hinterließ sie ihm ein beträchtliches Vermögen.

## Nachwirkung
Clementina Walkinshaw ist eine Nebenfigur im Roman Redgauntlet (1824) von Sir Walter Scott.
Der schottische Singer-Songwriter Brian McNeill komponierte das Lied How the Foreign Winds Do Blaw auf seinem zehnten Studioalbum The Baltic tae Byzantium über Clementina Walkinshaw.